# Stomphastis crotoniphila
Stomphastis crotoniphila är en fjärilsart som beskrevs av Lajos Vári 1961. Stomphastis crotoniphila ingår i släktet Stomphastis och familjen styltmalar. Inga underarter finns listade i Catalogue of Life.